# Michal Šulla
Michal Šulla (Myjava, Eslovaquia, 15 de julio de 1991) es un futbolista eslovaco. Juega de portero y su equipo es el F. K. Inter Bratislava de la 3. liga.

## Trayectoria
Tras pasar la mayor parte de su carrera en el FK Senica, el 10 de enero de 2018 fichó por el Slovan de Bratislava firmando un contrato que le unía hasta 2023. Antes estuvo cedido en el MFK Vrbové en 2011 y el Spartak Myjava en 2012 donde jugó por primera vez en la Superliga de Eslovaquia.

## Selección nacional
Su debut en la selección eslovaca se produjo el 8 de enero de 2017 en un partido donde se enfrentaron a la selección de fútbol de Uganda.

## Clubes
| Club                    | País            | Año       |
| ----------------------- | --------------- | --------- |
| F. K. Senica            | Eslovaquia      | 2010-2018 |
| MFK Vrbové (cedido)     | Eslovaquia      | 2011      |
| Spartak Myjava (cedido) | Eslovaquia      | 2012      |
| Š. K. Slovan Bratislava | Eslovaquia      | 2018-2023 |
| F. C. Spartak Trnava    | Eslovaquia      | 2023-2024 |
| S. K. Líšeň             | República Checa | 2024      |
| F. K. Inter Bratislava  | Eslovaquia      | 2024-     |

## Palmarés

### Títulos nacionales
| Título                  | Club                    | País       | Año  |
| ----------------------- | ----------------------- | ---------- | ---- |
| Copa de Eslovaquia      | Š. K. Slovan Bratislava | Eslovaquia | 2018 |
| Superliga de Eslovaquia | Š. K. Slovan Bratislava | Eslovaquia | 2019 |
| Superliga de Eslovaquia | Š. K. Slovan Bratislava | Eslovaquia | 2020 |
| Copa de Eslovaquia      | Š. K. Slovan Bratislava | Eslovaquia | 2020 |
| Superliga de Eslovaquia | Š. K. Slovan Bratislava | Eslovaquia | 2021 |
| Copa de Eslovaquia      | Š. K. Slovan Bratislava | Eslovaquia | 2021 |
| Superliga de Eslovaquia | Š. K. Slovan Bratislava | Eslovaquia | 2022 |
| Superliga de Eslovaquia | Š. K. Slovan Bratislava | Eslovaquia | 2023 |